# Aeroportul Tomás de Heres
Aeroportul Tomás de Heres (IATA: CBL, ICAO: SVCB) este un aeroport din Bolívar, Venezuela ce deservește zona Ciudad Bolívar.
Situat la o altitudine de 60 m, aeroportul dispune de o singură pistă.